# Rocky IV
Rocky IV is een Amerikaanse film uit 1985, geregisseerd en geschreven door Sylvester Stallone, die tevens de hoofdrol speelt. De productie had de wrange eer vijf Golden Raspberry Awards te winnen en er voor nog vier genomineerd te worden. Daarentegen won Rocky IV ook wél waardering uitsprekende prijzen, in de vorm van het Duitse Golden Screen en de Marshall Trophy voor beste acteur (Dolph Lundgren) op het Franse Napierville Cinema Festival. De film ging in Nederland, België en de EU in première op 20 maart 1986.

## Verhaal
Rocky Balboa's (Sylvester Stallone) vriend en voormalig wereldkampioen Apollo Creed (Carl Weathers) gaat tegen alle adviezen in een vriendschappelijk bedoeld gevecht in Las Vegas aan met de Russische bokser Ivan Drago (Dolph Lundgren). Tegen een achtergrond van de Koude Oorlog ontaardt de bokswedstrijd in een drama wanneer Drago zijn tegenstander in de ring dood slaat en daarvoor geen enkel berouw toont.
Balboa verliest met de dood van Creed zijn tweede trainer in korte tijd, na het eerdere overlijden van Mickey Goldmill (zie Rocky III). Ditmaal geeft hij zichzelf de schuld, omdat hij en Creed te luchtig dachten over de op en top afgetrainde Drago, die bovendien in het geheim injecties met anabole steroïden toegediend krijgt en onnatuurlijk harde klappen uitdeelt. Opgehitst door de media en de arrogante uitlatingen van de Russen bij monde van Drago's vrouw en manager Ludmilla Vobet Drago (Brigitte Nielsen), besluit Balboa zelf ook het gevecht met Drago aan te gaan, ditmaal in diens thuisland Rusland. Daar wil hij zich afzonderen van de luxe en afleidingen van thuis, die hem gemakzuchtig hebben gemaakt. Hij bereidt zich in plaats daarvan voor door te trainen met wat voorhanden is in het barre en besneeuwde Russische landschap en gaat daarmee terug naar zijn basis.

## Rolverdeling
| Acteur             | Personage            |
| ------------------ | -------------------- |
| Sylvester Stallone | Rocky Balboa         |
| Burt Young         | Paulie Pennino       |
| Talia Shire        | Adrian Balboa        |
| Carl Weathers      | Apollo Creed         |
| Brigitte Nielsen   | Ludmilla Vobet Drago |
| Dolph Lundgren     | Ivan Drago           |
| Tony Burton        | Tony Duke            |
| Michael Pataki     | Nicoli Koloff        |
| James Brown        | Zichzelf             |

## Trivia
- Actrice Nielsen speelde in Rocky IV de echtgenote van de Russische tegenstander van Balboa, maar trouwde in werkelijkheid in het jaar dat de film verscheen met diens vertolker, Stallone.
- Balboa's trainingen in Rusland werden in realiteit opgenomen in Wyoming.
- Dit is de enige Rocky-film waarbij de muziek niet is gecomponeerd door Bill Conti.
- Tijdens de opname van Rocky IV had Dolph Lundgren zo hard geslagen op de borst van Stallone, dat deze 's nachts begon te zwellen. Dolph had zijn ribbenkast geramd, waardoor zijn hart werd platgedrukt. Als de zwelling niet gestopt was, dan zou Stallone overleden zijn.